# Aleksandr Vissarionovič Komarov
Aleksandr Vissarionovič Komarov (in russo Александр Виссарионович Комаров?) (24 agosto 1830 – San Pietroburgo, 27 settembre 1904) è stato un militare russo.

## Biografia
Komarov proveniva dalla nobiltà del governatorato di Vitebsk ed era figlio di Vissarion Savvič Komarov, ufficiale degli ussari che partecipò alle guerre del 1812-1814 e fu aiutante del generale Friedrich von Kleist. Anche i suoi fratelli (Vissarion, Dmitrij e Konstantin) furono militari e raggiunsero il grado di generale.
Fu educato nel corpo dei cadetti di Pavlovsk, da cui uscì il 26 maggio 1849 come ufficiale nel Reggimento dei cacciatori della guardia.
Nel 1855 Komarov si diplomò all'Accademia di Stato Maggiore Nikolaevskaja e fu assegnato allo Stato Maggiore delle Guardie. Fu presto trasferito nel Caucaso, dove tra il 1856 e il 1859 prese parte alla guerra caucasica.
Negli anni 1865-1868 fu capo di stato maggiore delle truppe della regione del Daghestan e negli anni 1868-1877 fu nominato governatore della città di Derbent, capo militare del Daghestan meridionale. Il 21 maggio 1868 fu promosso maggiore generale e nel 1877 fu nominato capo del dipartimento principale per l'amministrazione degli altipiani caucasici. In questa posizione Komarov divenne il più stretto collaboratore del governatore (viceré) del Caucaso, il granduca Michail Nikolaevič Romanov. Il 13 ottobre 1878 fu promosso tenente generale.
Il 22 marzo 1883 Komarov fu nominato capo del neonato Oblast' della Transcaspia. Alla fine del 1883 offrì a Merv ("nido di rapine e distruzioni, che ostacolava lo sviluppo di quasi tutta l'Asia centrale") di entare a far parte dell'Impero russo. Il 25 gennaio 1884 una deputazione di Merv arrivò ad Aşgabat, presentò a Komarov una petizione per essere accettata come suddita russa e, ricevuto il consenso, prestò giuramento di fedeltà. Merv fu occupata dalle truppe russe quasi senza opporre resistenza. Per questa operazione politica Komarov fu insignito dell'ordine dell'Aquila Bianca.
L'annessione di Merv preoccupò i britannici, che temevano di perdere la loro influenza sull'Afghanistan. I britannici spinsero gli afghani a invadere i territori contesi a sud di Merv, il che portò all'incidente di Panjdeh del 18 marzo 1885. La vittoria russa fa dovuto alla determinazione e all'energia di Komarov, che fu premiato con la Spada d'oro al coraggio con diamanti.
Il 27 marzo 1890 Komarov fu messo a disposizione del Ministro della Guerra e il 30 agosto 1891 entrò nella riserva con la promozione a generale di fanteria. Il 12 marzo 1896 fu richiamato in servizio attivo con la nomina a membro del "Comitato Aleksandr per i feriti" (un'istituzione caritatevole dell'Impero russo per fornire assistenza ai militari disabili e alle famiglie di coloro che sono morti a causa delle ferite).
Komarov morì il 27 settembre 1904 a San Pietroburgo e fu sepolto nel cimitero Nikol'skoe del monastero di Aleksandr Nevskij.

## Decorazioni

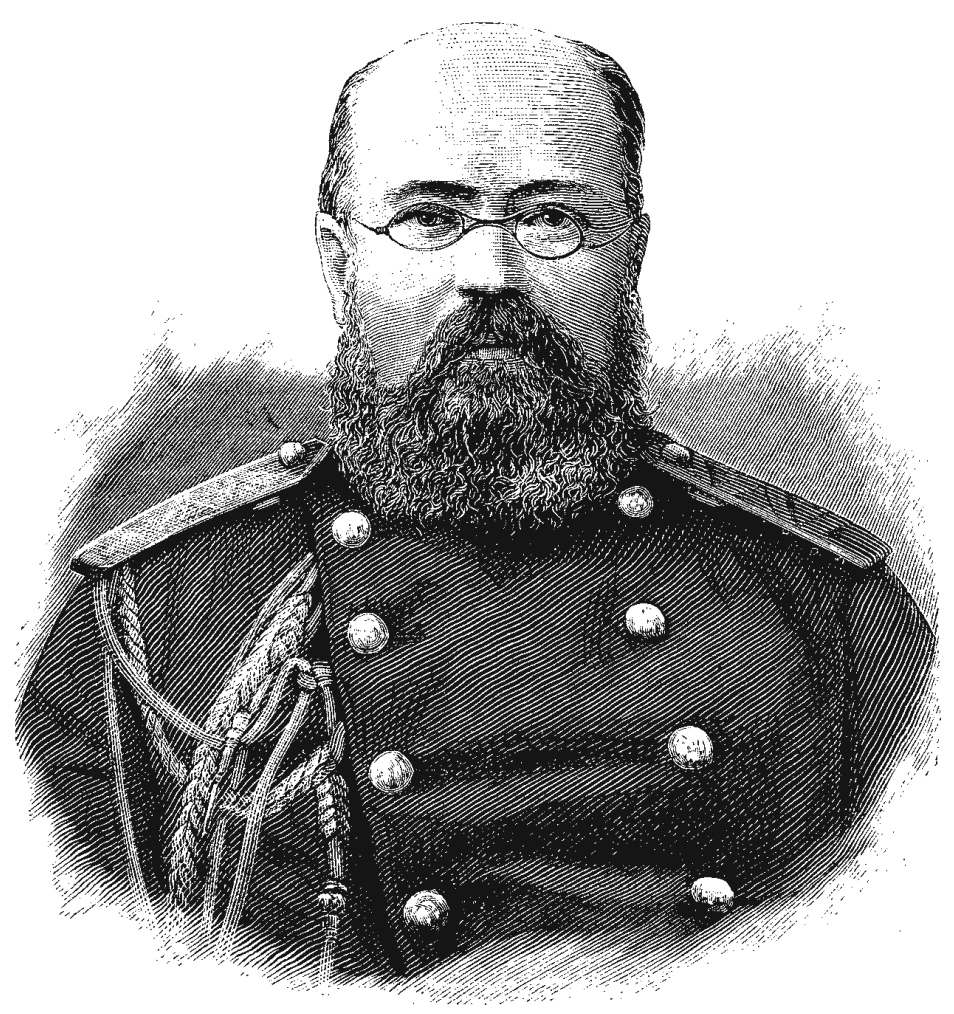
A. V. Komarov, 1885

### Decorazioni russe
- Ordine di Sant'Anna, cavaliere di 3ª classe con spade e fiocco (1858)
- Ordine di San Stanislao, cavaliere di 2ª classe con spade (1859)
- Corona imperiale all'Ordine di San Stanislao di 2ª classe con spade (1860)
- Ordine di Sant'Anna, cavaliere di 2ª classe con spade (1861)
- Ordine di San Vladimiro, cavaliere di 4ª classe (1865)
- Ordine di San Vladimiro, cavaliere di 3ª classe (1867)
- Ordine di San Stanislao, cavaliere di 1ª classe (1870)
- Ordine di Sant'Anna, cavaliere di 1ª classe (1871)
- Ordine di San Vladimiro, cavaliere di 2ª classe (1874)
- Ordine dell'Aquila Bianca (1884)
- Spada d'oro al coraggio con diamanti (2 maggio 1885)
- Distintivo d'onore "Per XL anni di servizio meritorio (1888)
- Ordine Imperiale di Sant'Aleksandr Nevskij (26 maggio 1899)

### Decorazioni straniere
- Ordine delle Palme accademiche, ufficiale (Francia, 1883)
- Ritratto dello scià Nasreddin, decorato con diamanti (Persia, 1884)
- Ordine della Corona d'Italia, cavaliere di gran croce (Italia, 1891)
- Ordine del Leone e del Sole, cavaliere di 1ª classe (Persia, 1901)